# New Feelin'
New Feelin' è il sesto album discografico in studio dell'artista Liza Minnelli, pubblicato nel 1970 dalla A&M Records. 

## Tracce
1. Love for Sale (Cole Porter)
2. Stormy Weather (Harold Arlen, Ted Koehler)
3. Come Rain or Come Shine (Harold Arlen, Johnny Mercer)
4. Lazy Bones (Johnny Mercer, Hoagy Carmichael)
5. Can't Help Lovin' That Man Of Mine (Oscar Hammerstein, Jerome Kern)
6. I Wonder Where My Easy Rider's Gone (Shelton Brooks)
7. The Man I Love (George Gershwin, Ira Gershwin)
8. How Long Has This Been Going On? (George Gershwin, Ira Gershwin)
9. God Bless the Child (Billie Holiday, Arthur Herzog)
10. Maybe This Time (Fred Ebb, John Kander)